# 凱卡哈 (夏威夷州)
凱卡哈（英語：Kekaha）是位於美國夏威夷州可愛縣的一個人口普查指定地區。

## 地理
凱卡哈的座標為21°35′37″N 159°42′59″W / 21.59361°N 159.71639°W，而該地最高點為海拔高度3米（即10英尺）。

## 人口
根據2010年美國人口普查的數據，凱卡哈的面積為3.35平方千米，當中陸地面積為2.60平方千米，而水域面積為0.75平方千米。當地共有人口3537人，而人口密度為每平方千米1,055.82人。